# Анора
Анора (енгл. Anora) америчка је драмедија из 2024. Режију, сценарио и монтажу потписује Шон Бејкер. Насловну улогу у филму тумачи Мајки Медисон као Анора Михива, стриптизета из Њујорка која се удаје за Вању (Марк Ајделштајн), сина богатог руског олигарха. Споредне улоге у филму тумаче Јура Борисов, Карен Карагулијан, Ваче Товмасјан, Дарија Екамсова и Алексеј Серебрјаков.
Филм је премијерно приказан 21. маја 2024. на Канском филмском фестивалу, где је освојио Златну палму. У америчким биоскопима је изашао 18. октобра исте године, односно 21. новембра у Србији. Национални одбор за рецензију филмова и Амерички филмски институт су га прогласили једним од 10 најбољих филмова из 2024. године. На 97. додели Оскара, филм је био номинован за шест награда, а победу је однео у пет категорија: за најбољи филм, најбољу режију, најбољу глумицу (Мајки Медисон), најбољи оригинални сценарио и најбољу монтажу. Био је номинован за пет награда Златни глобус.

## Радња
Анoра „Ани” Михива је 23-годишња стриптизета која живи у Брајтон Бичу, руско-америчкој четврти у Бруклину. Њен шеф је упознаје са Иваном „Вањом” Захаровим, 21-годишњим сином руског олигарха Николаја Захарова, који тражи некога ко течно говори руски. Иако је Вања у Сједињеним Државама ради студија, већину времена проводи забављајући се у клубовима и играјући видео-игре у породичној вили у Бруклину.
Вања ангажује Ани за неколико сексуалних сесија и нуди јој 15.000 долара да остане с њим недељу дана. Током путовања у Лас Вегас, он исказује презир према родитељима и Русији, након чега јој изненада предложи брак. Упркос сумњама, Ани пристаје, и њих двоје се тајно венчавају у свадбеној капели. Она напушта посао и усељава се у Вањину вилу. Када вест о њиховом браку стигне до Русије, Вањина мајка Галина наређује његовом куму Торосу да их пронађе и осигура поништење брака, док она и Николај крећу за Америку.
Торос шаље своје људе, Гарника и Игора, у вилу. Они откривају Вањи да га родитељи враћају у Русију и изазивају бес код Ани називајући је проститутком и тврдећи да се Вања оженио њом само због зелене карте. Вања бежи, а Ани се бори са Гарником и Игором пре него што је савладају и вежу. Када Торос стигне, одржава јој лекцију о Вањиној незрелости и финансијској зависности од оца, након чега јој одузима бурму, запушава уста и нуди 10.000 долара за поништење брака. Ани инсистира да су се она и Вања венчали из љубави, али на крају пристаје да помогне Торосу да га пронађу.
Те ноћи, Ани, Торос, Гарник и Игор претражују Бруклин. Ани од пријатеља сазнаје да је Вања у њеном некадашњем стриптиз клубу, где га забавља друга плесачица. Проналазе га превише опијеног да би могли да разговарају с њим и терају га да чека испред суда до јутра. Поништење брака је одбачено јер је венчање обављено у Невади.
На аеродрому, Ани се на руском представља Николају и Галини, али је Галина одмах одбија. Вања, попуштајући пред родитељима, хладно јој говори да је њихов брак немогућ, а Галина наређује свима да лете за Лас Вегас. Пошто није потписала предбрачни уговор, Ани прети да ће поднети захтев за развод и тражити финансијску надокнаду, али јој Галина прети потпуним финансијским уништењем ако не пристане на поништење брака. Схватајући Вањину слабост и моћ његове породице, Ани потписује папире. Игор предлаже Вањи да се извини Ани, али Галина то одбија. Ани их вређа пре него што оде, рекавши Галини да се Вања оженио њоме само да би пркосио својој мајци.
Игор одводи Ани назад у Њујорк да покупи своје ствари. Вративши се у вилу, она се расправља са њим у вези с њиховим претходним сукобом, оптужујући га за напад и тврдећи да би је силовао да су били сами, док он негира ову оптужбу. Следећег јутра, Игор јој даје обећани новац и одвози је кући. У аутомобилу јој као знак добре воље враћа бурму. Ани започиње секс с њим, али застаје када он покуша да је пољуби. Она се слама и почиње да плаче у његовом наручју.

## Улоге
| Глумац              | Улога                       |
| ------------------- | --------------------------- |
| Мајки Медисон       | Анора „Ани” Михива          |
| Марк Ајделштајн     | Иван „Вања” Захаров         |
| Јура Борисов        | Игор                        |
| Карен Карагулијан   | Торос                       |
| Ваче Товмасјан      | Гарник                      |
| Алексеј Серебрјаков | Николај Захаров             |
| Дарија Екамсова     | Галина Захарова             |
| Луна Софија Миранда | Лулу                        |
| Линдси Нормингтон   | Дајмонд                     |
| Винсент Радвински   | Џими                        |
| Антон Битер         | Том                         |
| Ајви Вок            | Кристал                     |
| Влад Мамај          | Алекс                       |
| Марија Тичинскаја   | Даша                        |
| Чарлс Џанг          | менаџер хотела у Лас Вегасу |
| Емили Вајдер        | Ники                        |
| Бритни Родригез     | Дон                         |
| Софија Карнабучи    | Џени                        |
| Ела Рубин           | Вера                        |
| Алена Гуревич       | Клара                       |
| Артјом Трубников    | Михаил Шарнов               |
| Мајкл Серђо         | судија                      |